# Dasher (Georgia)
Dasher es un pueblo ubicado en el condado de Lowndes en el estado estadounidense de Georgia. En el censo de 2000, su población era de 834.

## Demografía
En el 2000 la renta per cápita promedia del hogar era de $46,563, y el ingreso promedio para una familia era de $53,750. El ingreso per cápita para la localidad era de $18,168. Los hombres tenían un ingreso per cápita de $34,375 contra $21,591 para las mujeres.

## Geografía
Dasher se encuentra ubicado en las coordenadas 30°44′43″N 83°13′23″O / 30.74528, -83.22306 (30.745391, -83.222919).
Según la Oficina del Censo, la localidad tiene un área total de 12,8 km² (4,9 mi²), de la cual 12,6 km² (4,9 mi²) es tierra y 0,2 km² (0 mi²) (1.65%) es agua.